# Revolução Cultural Chinesa

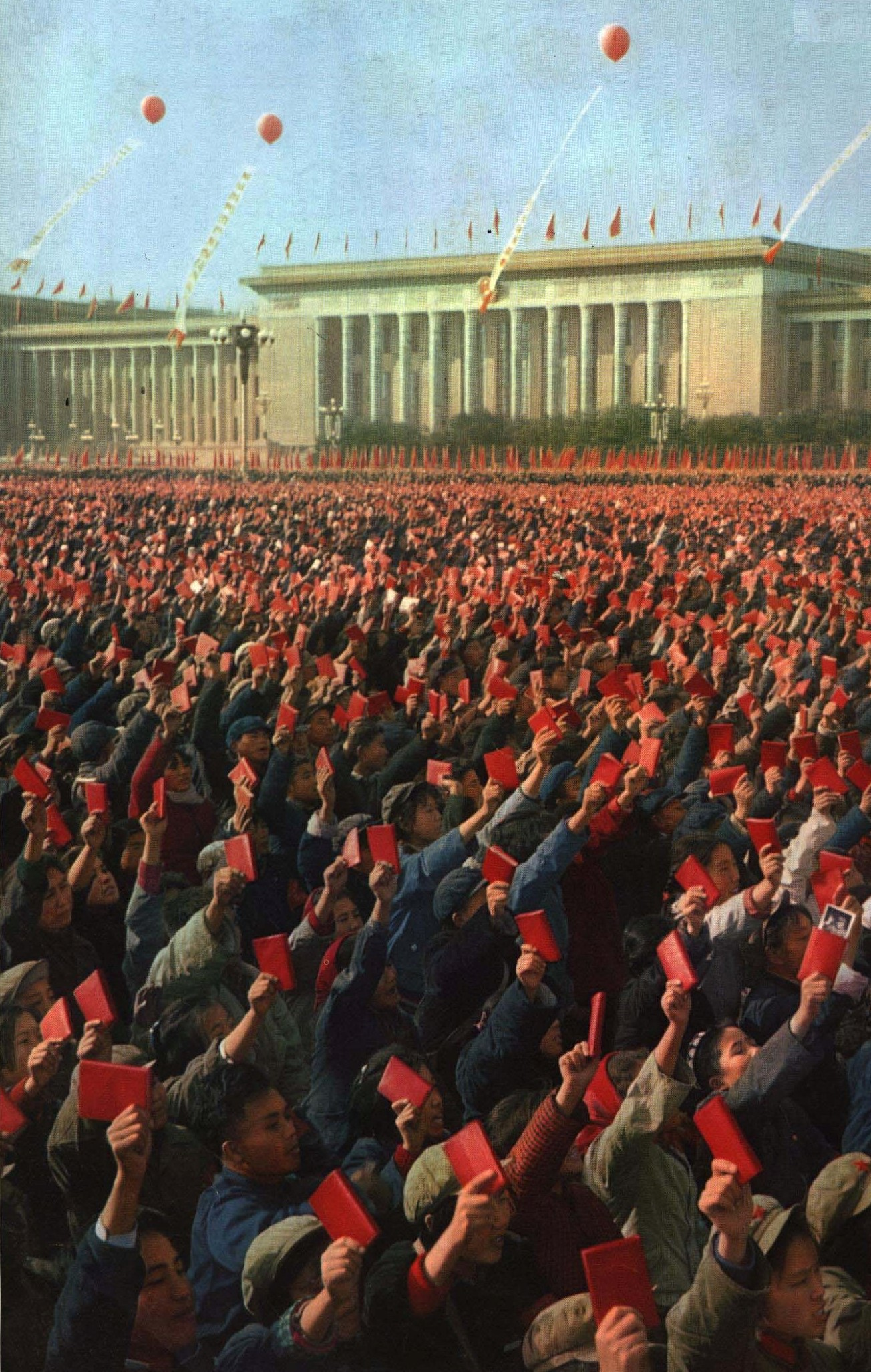
Guardas Vermelhos na Praça da Paz Celestial brandindo livros vermelhos em 1967.

A Revolução Cultural (chinês tradicional: 文化大革命, chinês simplificado: 文化大革命, pinyin: wénhuà dàgémìng), formalmente a Grande Revolução Cultural Proletária (chinês tradicional: 無產階級文化大革命, chinês simplificado: 无产阶级文化大革命, pinyin: wúchǎnjiējí wénhuà dàgémìng), foi um movimento sociopolítico na China que durou de 1966 até 1976. Lançado por Mao Tsé-Tung, Presidente do Partido Comunista da China (PCC), seu objetivo declarado era preservar o comunismo chinês purgando os restos de elementos capitalistas e tradicionais da sociedade chinesa, e reimpor o Pensamento Mao Tsé-Tung (conhecido fora da China como Maoísmo) como a ideologia dominante no PCC. A Revolução marcou o retorno de Mao à posição central de poder na China após um período de liderança menos radical para se recuperar dos fracassos do Grande Salto para a Frente, que contribuiu para a Grande Fome Chinesa apenas cinco anos antes.
Em Maio de 1966, Mao criou o "Grupo da Revolução Cultural" e com seu apoio lançou a Revolução Cultural, afirmando que elementos burgueses haviam se infiltrado no governo e na sociedade com o objetivo de restaurar o capitalismo, apelando aos jovens para "bombardearem os quartéis-generais" e proclamou que “rebelar-se é justificado”. A revolta em massa começou em Pequim com o Agosto Vermelho em 1966. Muitos jovens, principalmente estudantes, responderam formando grupos chamados de Guardas Vermelhos em todo o país. Esses radicais encorajados começaram a tomar o poder dos governos locais e dos ramos do partido, estabelecendo novos comités revolucionários em seu lugar. Estes comités dividem-se frequentemente em facções rivais, precipitando confrontos armados entre os radicais. Uma seleção dos ditos de Mao foi compilada no Livro Vermelho, que se tornou reverenciado em seu culto à personalidade. Um dos acontecimentos mais comuns na Revolução Cultural foram as sessões de luta, onde pessoas acusadas de serem "inimigos de classe" e reacionários eram forçados a participar de sessões de humilhação pública até serem forçados uma confissão de culpa. Massacres e expurgos foram comuns, além de repressão de minorias étnicas chinesas, da religião e grande destruição deliberada do patrimônio cultural e histórico chinês.
A Revolução Cultural danificou a economia e a cultura tradicional da China, com um número estimado de mortos variando de centenas de milhares a 20 milhões. Começando com o "Agosto Vermelho" de Pequim, massacres ocorreram na China continental, incluindo o Massacre de Quancim (canibalismo humano em grande escala também ocorreu), o Incidente da Mongólia Interior, o Caso de espionagem de Zhao Jianmin e assim por diante. Dezenas de milhões de pessoas foram perseguidas, muitas das quais eram membros das "Cinco Categorias Negras" e suas famílias. Figuras notáveis como Liu Shaoqi (o segundo presidente da China vindo do PCC), Peng Dehuai e He Long foram perseguidos até a morte. No final de 1978, Deng Xiaoping se tornou o novo líder supremo da China e lançou o programa "Boluan Fanzheng" para corrigir os erros da Revolução Cultural. Em 1981, o Partido Comunista Chinês considerou oficialmente a Revolução Cultural o "retrocesso mais severo" desde a fundação da República Popular da China em 1949.

## História

### Estágio inicial: movimento de massa (1966–68)

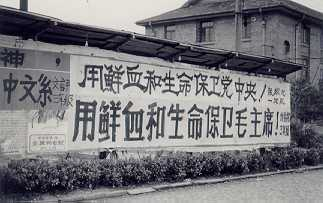
Em uma parede da Universidade Fudan em Xangai: "Defenda o Comitê Central do Partido com sangue e vida! Defenda o presidente Mao com sangue e vida!".

Lançando o movimento em maio de 1966 com a ajuda do Grupo da Revolução Cultural, Mao logo convocou os jovens a "bombardear as sedes" e proclamou que "rebelar-se é justificado". Para eliminar seus rivais dentro do PCC e nas escolas, fábricas e instituições governamentais, Mao acusou que elementos burgueses se infiltraram no governo e na sociedade com o objetivo de restaurar o capitalismo. Ele insistiu que os revisionistas fossem removidos por meio da violenta luta de classes, à qual os jovens da China, assim como os trabalhadores urbanos, responderam formando Guardas Vermelhos e "grupos rebeldes" em todo o país regularmente e obter o poder dos governos locais e ramos do PCC, eventualmente estabelecendo os comitês revolucionários em 1967. Os grupos muitas vezes se dividem em facções rivais, no entanto, envolvendo-se em 'lutas violentas' (chinês simplificado :武斗; chinês tradicional :武鬥; pinyin: wǔdòu), para o qual o Exército de Libertação Popular teve de ser enviado para restaurar a ordem.

### Fase de Lin Biao (1969-1971)
Tendo compilado uma seleção dos ditos de Mao no Pequeno Livro Vermelho, que se tornou um texto sagrado para o culto à personalidade de Mao, Lin Biao, vice-presidente do PCC, foi inscrito na constituição como o sucessor de Mao. Em 1969, Mao sugeriu o fim da Revolução Cultural. No entanto, a fase ativa da Revolução duraria pelo menos até 1971, quando Lin Biao, acusado de um golpe fracassado contra Mao, fugiu e morreu em um acidente de avião. Nessa etapa, o Exército de Libertação Popular ganha papel de destaque no país.

### Fase da Gangue dos Quatro (1972-1976)
Em 1972, a Gangue dos Quatro subiu ao poder e a Revolução Cultural continuou. Os membros da gangue são: Jiang Qing (a esposa de Mao Zedong), Zhang Chunqiao, Yao Wenyuan e Wang Hongwen. Campanhas políticas como "Criticar Lin, Criticar Confúcio" foram realizadas. Após a morte de Mao e a prisão da Gangue dos Quatro em 1976, a Revolução Cultural finalmente chegou ao fim.

## Consequências

### Crise humanitária

#### Número de mortos

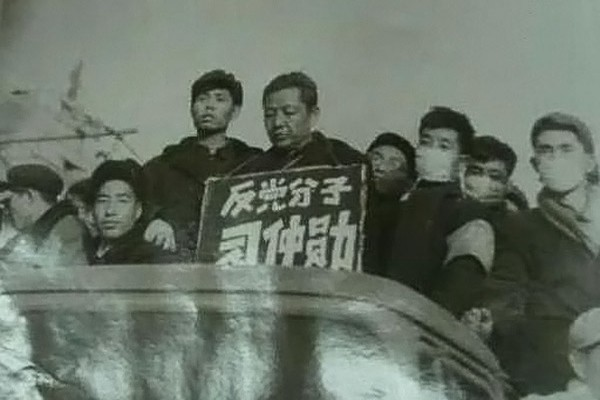
Uma sessão de luta de Xi Zhongxun, o pai de Xi Jinping (setembro de 1967). A imagem mostra que Xi Zhongxun foi rotulado como um "elemento anti-Partido". No entanto, desde o final de 2012, Xi Jinping e seus aliados tentaram "minimizar" o desastre da Revolução Cultural e reverteram muitas reformas desde o período Boluan Fanzheng, gerando preocupações com uma nova Revolução Cultural.

As mortes estimadas devido à Revolução Cultural variam muito, de centenas de milhares a 20 milhões. A cifra exata daqueles que foram perseguidos ou morreram durante a Revolução Cultural, entretanto, pode nunca ser conhecida, uma vez que muitas mortes não foram relatadas ou foram ativamente encobertas pela polícia ou autoridades locais. O rompimento da barragem Banqiao em 1975, uma das maiores catástrofes tecnológicas do mundo, também ocorreu durante a Revolução Cultural.  Até 240 000 pessoas morreram devido ao acidente.
- Em 13 de dezembro de 1978, Ye Jianying, o vice-presidente do Partido Comunista Chinês, afirmou que "20 milhões de pessoas morreram, 100 milhões de pessoas foram perseguidas e 80 bilhões de RMB foram desperdiçados na Revolução Cultural" durante uma conferência de trabalho da Central Comitê do Partido Comunista Chinês.[8][9][35]
- De acordo com Rudolph J. Rummel (Universidade do Havaí): 7 731 000 pessoas morreram na Revolução Cultural, ou 96 pessoas para cada 10 000 habitantes.[36]
- De acordo com Jung Chang e Jon Halliday: pelo menos 3 milhões de pessoas morreram na violência da Revolução Cultural.[13][37]:569
- De acordo com Andrew G. Walder (Universidade Stanford) e Yang Su (Universidade da Califórnia em Irvine): cerca de 36 milhões de pessoas foram perseguidas nas áreas rurais da China, com 0,75-1,5 milhões de mortos e aproximadamente o mesmo número de pessoas aleijadas para a vida.[38]
- De acordo com Daniel Chirot (Universidade de Washington): pelo menos 1 milhão de pessoas morreram, mas algumas estimativas chegam a 20 milhões.[39]
- Edward Friedman (Universidade Harvard), Paul G. Pickowicz (Universidade da Califórnia) e Mark Selden (Universidade de Yale): estimativas credíveis de mortalidade variam de 300 mil a 10 milhões.[40]
- Maurice Meisner (Universidade de Wisconsin-Madison): uma estimativa de cerca de 400 000 mortes é um número amplamente aceite a nível nacional.[41][42]:262

#### Massacres e canibalismo

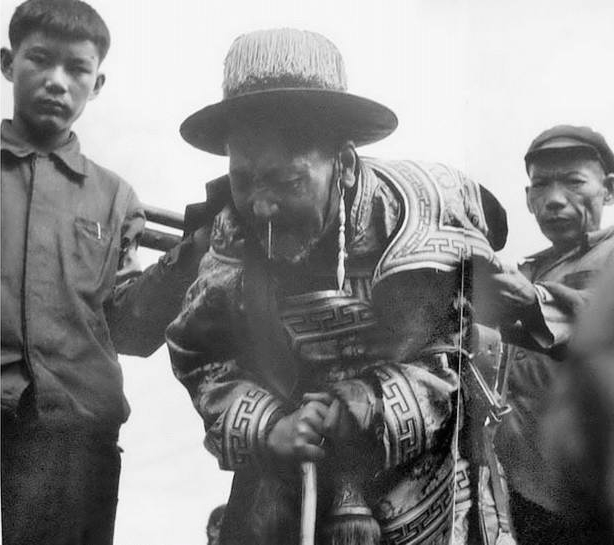
Uma sessão de luta de Sampho Tsewang Rigzin (major-general) no Tibete. Ele morreu em 1973.

Começando com o Agosto Vermelho de Pequim, massacres ocorreram na China continental. Esses massacres foram liderados e organizados principalmente por comitês revolucionários locais, ramos do Partido Comunista, milícias e até mesmo militares. A maioria das vítimas nos massacres eram membros das Cinco Categorias Negras, bem como seus filhos, ou membros dos "grupos rebeldes (造反派)". Estudiosos chineses estimam que pelo menos 300 000 pessoas morreram nesses massacres.
- Massacre de Quancim: 100 000-150 000 pessoas foram mortas, e um canibalismo humano em grande escala também ocorreu;[14][15][16]
- Incidente da Mongólia Interior: 20 000-100 000 pessoas foram mortas;[16]
- Massacre da Revolução Cultural de Cantão: massacres ocorreram em pelo menos 28 condados, com seis deles registrando um número de mortos de mais de 1 000;[16]
- Massacres de Yunnan: Caso de espião de Zhao Jianmin (mais de 17 000 morreram) e Incidente de Shadian (mais de 1 600 civis foram mortos);[16]
- Massacres de Hunan: Massacre do Condado de Dao (9 093 pessoas morreram) e Massacre do Condado de Shaoyang (pelo menos 991 pessoas morreram).[16][46]
- Massacre de Ruijin: mais de 1000 pessoas foram mortas.[16][47]

#### Conflitos de facção

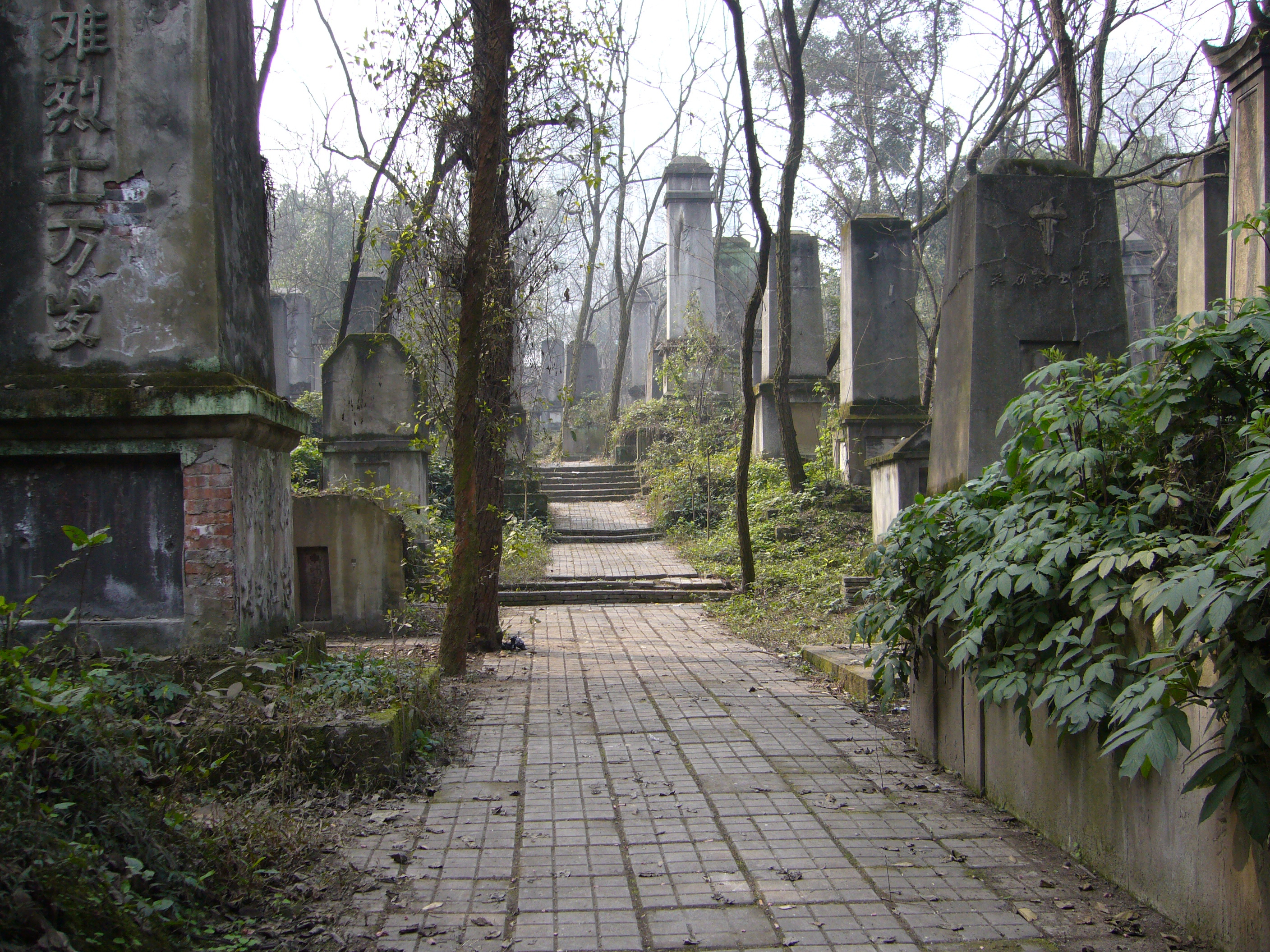
Cemitério da Revolução Cultural em Xunquim. Pelo menos 1 700 pessoas foram mortas durante o violento confronto de facções, com 400 a 500 delas enterradas neste cemitério.

As Lutas Violentas, ou Wudou (武斗), foram conflitos faccionais (principalmente entre os Guardas Vermelhos e "grupos rebeldes") que começaram em Xangai e se espalharam por outras áreas da China em 1967. Isso levou o país à guerra civil. As armas usadas nos conflitos incluíram cerca de 18,77 milhões de armas (algumas afirmam 1,877 milhões), 2,72 milhões de granadas, 14 828 canhões, milhões de outras munições e até carros blindados, bem como tanques. Lutas violentas notáveis incluem as batalhas em Xunquim, em Sujuão e em Xuzhou. Os pesquisadores apontaram que o número de mortos em lutas violentas em todo o país varia de 300 000 a 500 000.

### Expurgos políticos

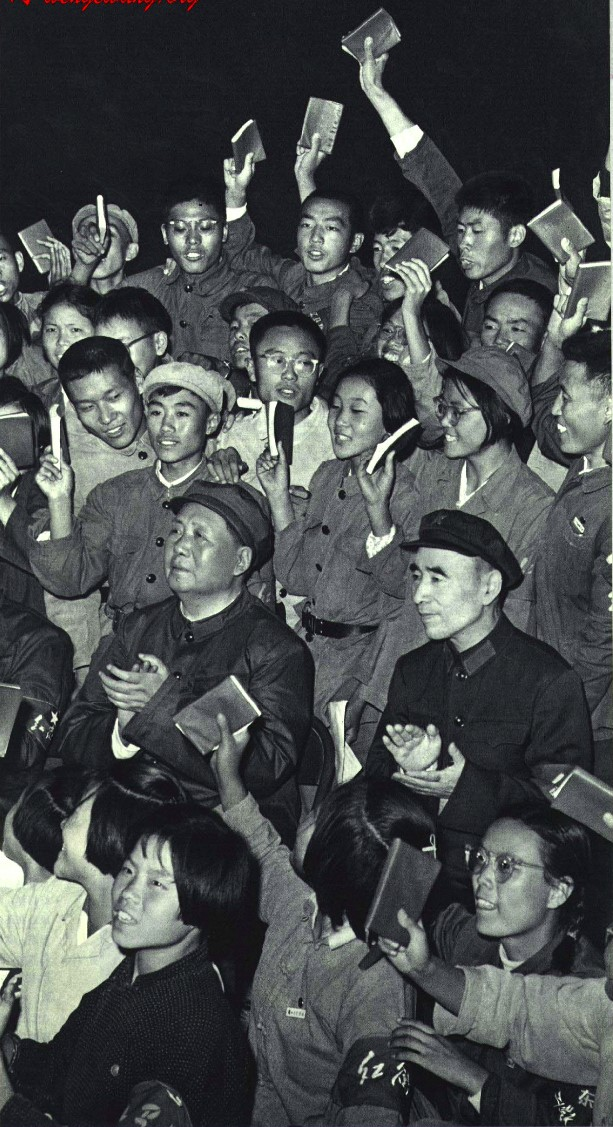
Mao Tsé-Tung, Lin Biao e os Guardas Vermelhos (novembro de 1966).

Enquanto isso, dezenas de milhões de pessoas foram perseguidas: altos funcionários, principalmente o presidente chinês Liu Shaoqi, junto com Deng Xiaoping, Peng Dehuai e He Long, foram expurgados ou exilados; milhões foram acusados de serem membros das Cinco Categorias Negras (Proprietários; Agricultores ricos camponeses; Contrarrevolucionários; Maus influenciadores e Direitistas), sofrendo humilhação pública, prisão, tortura, trabalho forçado, confisco de propriedade e, às vezes, execução ou assédio em suicídio.

### Acadêmicos e educação
Intelectuais foram considerados o "Nono Velho Fedorento" e foram amplamente perseguidos - estudiosos e cientistas notáveis como Lao She, Fu Lei, Yao Tongbin e Zhao Jiuzhang foram mortos ou cometeram suicídio. Escolas e universidades foram fechadas com os exames de admissão cancelados. Mais de 10 milhões de jovens intelectuais urbanos foram enviados ao campo na Campanha de Envio ao Campo.

### Cultura e Religião
Os Guardas Vermelhos destruíram relíquias e artefatos históricos, bem como saquearam locais culturais e religiosos. Partindo do Agosto Vermelho de 1966, os Guardas Vermelhos começaram a destruir os "Quatro Velhos".

## Nova era após a Revolução Cultural
Em 1978, Deng Xiaoping se tornou o novo líder supremo da China e deu início ao programa "Boluan Fanzheng"; que significa literalmente "eliminar o caos e voltar ao normal"; que desmantelou gradualmente as políticas maoístas associadas à Revolução Cultural e trouxe o país de volta à ordem. Deng então deu início a uma nova fase da China, dando início ao histórico programa de Reformas e Abertura. Em 1981, o Partido Comunista da China declarou que a Revolução Cultural foi "responsável pelo revés mais severo e pelas perdas mais pesadas sofridas pelo Partido, pelo país e pelo povo desde a fundação da República Popular".